# Mary Cunningham Boyce
Mary Cunningham Boyce é uma engenheira mecânica estadunidense, ex-reitora da Fu Foundation School of Engineering and Applied Science da Universidade Columbia. É também Morris A. and Alma Schapiro Professor na universidade Columbia.
Suas pesquisas centram-se em materiais e na mecânica, em particular nas áreas da mecânica multi-escala de polímeros e compósitos macios, tanto os artificiais como os formados naturalmente.
Boyce é amplamente reconhecida por suas realizações acadêmicas, incluindo a eleição como membro da Sociedade dos Engenheiros Mecânicos dos Estados Unidos e da Academia de Artes e Ciências dos Estados Unidos. Foi eleita membro da Academia Nacional de Engenharia dos Estados Unidos em 2012, por suas contribuições para a compreensão da mecânica da deformação em sólidos poliméricos naturais e produzidos por engenharia.
Recebeu a Medalha Timoshenko de 2020.